# Peter Hildreth
Peter Burke Hildreth (ur. 8 lipca 1928 w Bedford, zm. 25 lutego 2011 w Farnham) – brytyjski lekkoatleta, płotkarz, medalista mistrzostw Europy z 1950 i trzykrotny olimpijczyk.
Był synem Willa Hildretha, lekkoatlety sprintera, reprezentanta Indii na igrzyskach olimpijskich w 1924 w Paryżuu.
Specjalizował się w biegu na 110 metrów przez płotki. Zdobył brązowy medal na tym dystansie na mistrzostwach Europy w 1950 w Brukseli, przegrywając jedynie z André-Jacquesem Marie z Francji i Ragnarem Lundbergiem ze Szwecji.
Na igrzyskach olimpijskich w 1952 w Helsinkach odpadł w półfinale biegu na 110 metrów przez płotki, podobnie jak na mistrzostwach Europy w 1954 w Bernie.
Odpadł w eliminacjach na igrzyskach olimpijskich w 1956 w Melbourne. Jako reprezentant Anglii zajął 5. miejsce w biegu na 120 jardów przez płotki na Igrzyskach Imperium Brytyjskiego i Wspólnoty Brytyjskiej w 1958 w Cardiff.
Zajął 4. miejsce w biegu na 110 metrów przez płotki na mistrzostwach Europy w 1958 w Sztokholmie. Na igrzyskach olimpijskich w 1960 w Rzymie odpadł w ćwierćfinale tej konkurencji.
Był mistrzem Wielkiej Brytanii (AAA) w biegu na 120 jardów przez płotki w 1950, 1953 i 1956, wicemistrzem w 1951, 1952, 1954, 1957 i 1958 oraz brązowym medalistą w 1955. W biegu na 220 jardów przez płotki był mistrzem AAA w 1952 i 1954 oraz wicemistrzem w 1955.
W latach 1957–1960 sześciokrotnie wyrównywał rekord Wielkiej Brytanii w biegu na 110 metrów przez płotki wynoszący 14,3 s.
W lipcu 2008 roku, w wieku 80 lat, Hildreth otrzymał zakaz wbiegania po ruchomych schodach w domu towarowym Elphicks Farnham ze względów bezpieczeństwa.
Hildreth zmarł 25 lutego 2011 roku w wieku 82 lat.